# Kalkblommossa
Kalkblommossa (Schistidium submuticum) är en bladmossart som beskrevs av Zickendrath och H. Blom 1996. Kalkblommossa ingår i släktet blommossor, och familjen Grimmiaceae. Arten är reproducerande i Sverige. Inga underarter finns listade i Catalogue of Life.